# 菅田村
菅田村（すげたむら）は、愛媛県喜多郡にあった村。現在の大洲市菅田町各町にあたる。

## 地理
- 山岳：神南山、根太山
- 河川：肱川

## 歴史
- 1889年（明治22年）12月15日 - 町村制の施行により、菅田村・大竹村・宇津村の区域をもって発足。
- 1954年（昭和29年）9月1日 - 大洲町・平野村・南久米村・大川村・柳沢村・新谷村・三善村・粟津村・上須戒村と合併して大洲市が発足。同日菅田村廃止。

## 経済

### 産業
農業
『大日本篤農家名鑑』によれば菅田村の篤農家は、「有友正親、富永五郎、寺岡文六、大野藤太、富永寅太郎、西野茂一郎、富永定治郎、矢野寅五郎、高田藤馬、福居甚五郎、森常治、池田重雄、二宮近、西村傳」などである。『愛媛県人物名鑑 第2輯 喜多郡、上浮穴郡、伊予郡之部』によれば農業を営む人物は「岡田喜十、二宮喜輿嘉、西岡幾雄、福居甚五平」などである。
地主
池田龍一は、愛媛県下の大地主である。

## 交通

### 道路
- 国道197号（現・国道56号）

## 出身・ゆかりのある人物
- 有友不羈太郎（1888年 - ?、養蚕業、政治家）[2] - 村会議員をつとめた[2]。また養蚕に関する知識に富み、教師をつとめたこともある[2]。
- 池田重雄（1870年 - ?、政治家・郡会議員、菅田郵便局長、大洲商業銀行監査役）
- 岡田喜十（1872年 - ?、農業、政治家）[2] - 1922年1月、村会議員に推された[2]。
- 二宮熊雄（1872年 - ?、神職）[2] - 二宮家は代々神職であり、熊雄は其の第15代である[2]。
- 二宮喜輿嘉（1878年 - ?、農業、政治家）[2] - 農業を営み傍ら養蚕をなし区長、部落総代をつとめた[2]。1922年1月、村会議員に推された[2]。
- 福居甚五平（1871年 - ?、農業、政治家）[2] - 1897年3月、村収入役となり、1908年9月、助役に推され1909年1月、辞す[2]。1911年1月、村会議員に選ばれて1期間就任し、1918年、村長に推薦せられて1922年8月迄就任した[2]。
- 井上治（1932年 - ?、陸上競技選手）